# Claire Du Brey
Claire Du Brey (rozená Clara Violet Dubreyvich; 31. srpna 1892 Bonners Ferry – 1. srpna 1993 Los Angeles) byla americká herečka. Objevila se ve více než 200 filmech v letech 1916 až 1959. Její jméno je někdy uváděno jako Claire Du Bray nebo Claire Dubrey.

## Mládí
Du Brey se narodila v Bonner's Ferry v Idahu irsko-americké matce Lilly (rozené Henry), později paní Richard Fugittové. Její rodiče se vzali 9. listopadu 1891 v Pocatellu v Idahu. Byla vychována v katolické víře a navštěvovala klášterní školu. Du Brey se vyučila zdravotní sestrou. Podle jejích slov cestovala v roce 1897 z Idaho na západ v krytém voze se svou matkou a dědečkem.

## Kariéra
Filmová kariéra Du Brey začala ve studiu Universal Studios a během své kariéry si zahrála s téměř všemi většími společnostmi. Mezi její významnější filmy patří Anything Once (1917), Social Briars (1918), The Devil's Trail (1919), What Every Woman Wants (1919) a Dangerous Hours (1919). Dalšími filmy jsou například The Wishing Ring Man, The Spite Bride, The World Aflame a The Walk Offs.
S nástupem zvukového filmu její kariéra začala upadat a později hrála především malé role.
Ve 30. letech působila Du Brey jako agentka pro jiné herce. Mezi její klienty patřili Mary Carlisle, Richard Cromwell a Kitty Kelly. Koncem roku 1934 se k její agentuře připojila Anna Q. Nilsson, která navazovala kontakty s producenty a režiséry, zatímco Du Brey se starala o kancelářskou část.
Du Brey byla zdatná sportovkyně, vynikala v plavání, jízdě na koni, golfu, tenise a motorismu. Měřila 170 cm, vážila 59 kg, měla kaštanové vlasy a hnědé oči a velmi se zajímala o zahradnictví.

## Pozdější život a úmrtí
Podle dvou biografií Marie Dressler vydaných koncem 90. let měly Dressler a Du Brey dlouhodobý romantický vztah. Jiný (pravděpodobně méně spolehlivý) zdroj z roku 1920 však uvádí, že Du Brey, která měla výcvik zdravotní sestry, byla starší herečce „asistentkou a ošetřovatelkou“ v době, kdy Dressler umírala na rakovinu.
Du Brey se 25. listopadu 1911 provdala za lékaře z Los Angeles, Normana Gatese. Pár se někdy ve 20. letech rozvedl.
Claire Du Brey zemřela 1. srpna 1993 v Los Angeles ve věku 100 let.

## Filmografie
- The Piper's Price (1917)
- The Drifter (1917)
- The Fighting Gringo (1917)
- Hair-Trigger Burke (1917)
- The Winged Mystery (1917)
- The Honor of an Outlaw (1917)
- A 44-Calibre Mystery (1917)
- Follow the Girl (1917)
- The Almost Good Man (1917)
- Six-Shooter Justice (1917)
- The Rescue (1917)
- Pay Me! (1917)
- The Reward of the Faithless (1917)
- Triumph (1917)
- Anything Once (1917)
- The Magic Eye (1918)
- Prisoners of the Pines (1918)
- Modern Love (1918)
- Social Briars (1918)
- Madame Spy (1918)
- Brace Up (1918)
- The Border Raiders (1918)
- Up Romance Road (1918)
- Midnight Madness (1918)
- The Wishing Ring Man (1919)
- A Man and His Money (1919)
- The Devil's Trail (1919)
- The Spite Bride (1919)
- Dangerous Hours (1919)
- What Every Woman Wants (1919)
- When Fate Decides (1919)
- The Walk-Offs (1920)
- The Green Flame (1920)
- The House of Whispers (1920)
- A Light Woman (1920)
- The Heart of a Child (1920)
- That Girl Montana (1921)
- My Lady's Latchkey (1921)
- I Am Guilty (1921)
- The Bronze Bell (1921)
- The Hole in the Wall (1921)
- The Ordeal (1922)
- Only a Shop Girl (1922)
- When Love Comes (1922)
- Glass Houses (1922)
- The Voice from the Minaret (1923)
- Ponjola (1923)
- Borrowed Husbands (1924)
- The Sea Hawk (1924)
- Drusilla with a Million (1925)
- The Girl of Gold (1925)
- Infatuation (1925)
- The Exquisite Sinner (1926)
- The Devil Dancer (1927)
- Two Sisters (1929)
- For the Love o' Lil (1930)
- Shadows of Sing Sing (1933)
- Among the Missing (1934)
- Merry Wives of Reno (1934)
- Ramona (1936)
- The Lady Escapes (1937)
- The Affairs of Annabel (1938)
- The Baroness and the Butler (1938)
- The Strange Case of Dr. Meade (1938)
- Jesse James (1939)
- The Story of Alexander Graham Bell (1939)
- Tillie the Toiler (1941)
- Juke Box Jenny (1942)
- Oh, What a Night (1944)
- Lights of Old Santa Fe (1944)
- Dakota (1945)
- Star in the Night (1945)
- The Best Years of Our Lives (1946)
- The Secret of the Whistler (1946)
- The Bishop's Wife (1947)
- French Leave (1948)
- Abbott and Costello Meet the Killer, Boris Karloff (1949)
- Cinderella (1950)
- Destination Big House (1950)
- Raiders of the Seven Seas (1953)